# 天主教圣阿马鲁教区
天主教聖阿馬魯教區（拉丁語：Dioecesis Sancti Mauri），是巴西一個天主教教區，位於東南部聖保羅州東南部。屬聖保羅總教區。
1989年3月15日升為教區。2010年有教友2,329,000人，佔總人口72.8%。有九十九個堂區、司鐸211人。現任教區主教為費南多·安多尼·菲格雷多。